# Max Koernicke
Max Koernicke (* 27. Januar 1874 in Bonn; † 4. März 1955 in Bad Honnef) war ein deutscher Agrikulturbotaniker. Wie sein Vater Friedrich August Körnicke vertrat auch er einunddreißig Jahre lang das Fach Botanik an der Landwirtschaftlichen Akademie Bonn-Poppelsdorf (später Hochschule bzw. Universität).

## Leben
Max Koernicke, Sohn von Friedrich August Körnicke, studierte seit 1893 Botanik an der Universität Bonn und wurde dort unter der Ägide von Eduard Strasburger mit einer cytologischen Dissertation zum Dr. phil promoviert. Nach mehrjähriger Assistentenzeit wechselte er an die Universität Kiel und habilitierte sich dort 1901 mit einer Arbeit über „Kern- und Zellstudien“. Ab 1902 lehrte er als Privatdozent wieder in Bonn an der Landwirtschaftlichen Akademie. Im Wintersemester 1903/04 arbeitete er bei dem Botaniker und Pflanzenphysiologen Wilhelm Pfeffer an der Universität Leipzig. 1906 unternahm er im Auftrag des Reichskolonialamtes ein botanische Studienreise nach Südostasien.
1908 folgte er dem Ruf an das Botanische Institut der Landwirtschaftlichen Akademie Bonn-Poppelsdorf. Als Ordinarius und Direktor wirkte er hier, wie vormals sein Vater, genau einunddreißig Jahre lang bis zu seiner Emeritierung im Jahre 1939. Während dieser Zeit hielt er auch Vorlesungen über Botanik an der Universität Bonn. Im November 1933 unterzeichnete er das Bekenntnis der Professoren an den deutschen Universitäten und Hochschulen zu Adolf Hitler. Die offizielle Schreibweise seines Familiennamens ist nicht wie bei seinem Vater Körnicke, sondern Koernicke.
Koernicke war Angehöriger des Corps Agraria Bonn.

## Forschungsleistungen
Die Schwerpunkte der Forschungstätigkeit von Koernicke in Bonn lagen auf den Gebieten der Geographie, Ökologie, Physiologie und Cytologie der Kulturpflanzen. Während seiner Amtszeit unternahm er weitere Forschungsreisen in die Tropen. Diese Reisen brachten seinem Botanischen Institut eine Fülle von Anschauungsmaterial für den Unterricht und gaben ihm Anregungen für spezielle floristische Untersuchungen im Rheinland. In weiteren Arbeiten beschäftigte er sich mit Fragen des landwirtschaftlichen Pflanzenbaus und der Pflanzenzüchtung. Er prüfte u. a. die Möglichkeiten zur Züchtung frostresistenter Ölbäume. Die seit 1878 in Bonn begonnenen Anbau- und Züchtungsversuche mit Sojabohnen stellte er auf eine breitere Basis. In Zusammenarbeit mit Wilhelm Riede (1891–1969) konnte er mehrere den klimatischen Bedingungen Mitteleuropas angepasste Sorten züchten.
Zahlreiche Versuche widmete Koernicke der Frage, wie Elektrizität für den Land- und Gartenbau nutzbar gemacht werden kann. Insbesondere interessierten ihn dabei die Probleme bei der Bodenheizung. Seine bereits 1904 begonnenen Untersuchungen über die Auswirkungen von Röntgenstrahlen auf das Wachstum der Pflanzen erbrachten wichtige Grundlagenerkenntnisse für die biologische Dosierungstechnik in der Medizin. 1912, nach dem Tod seines Lehrers Eduard Strasburger, hat er dessen „kleines“ und „großes“ Praktikumsbuch neubearbeitet und bis 1954 viele Auflagen herausgegeben. Koernickes Publikationsliste umfasst über 70 Arbeiten. Beachtenswert sind mehrere Würdigungsbeiträge über deutsche Botaniker.

## Publikationen (Auswahl)
- Untersuchungen über die Entstehung und Entwicklung der Sexualorgane von Triticum mit besonderer Berücksichtigung der Kern-Teilungen. Diss. phil. Univ. Bonn 1896. – Zugl. in: Verhandlungen des Naturhistorischen Vereins der preußischen Rheinlande, Westfalens und des Reg.-Bez. Osnabrück Bd. 53 H. 2, 1896, S. 149–280.
- Der heutige Stand der pflanzlichen Zellforschung. In: Berichte der Deutschen Botanischen Gesellschaft Bd. 21, 1903, S. 66–134.
- Eduard Strasburger: Das botanische Praktikum. Anleitung zum Selbststudium der mikroskopischen Botanik für Anfänger und Geübte, zugleich ein Handbuch der mikroskopischen Technik. Bearbeitet von Max Koernicke, G. Fischer Verlag Jena, 4.–7. Aufl. 1913–1923.
- Eduard Strasburger: Das kleine botanische Praktikum für Anfänger. Anleitung zum Selbststudium der mikroskopischen Botanik und Einführung in die mikroskopische Technik. Bearbeitet von Max Koernicke, G. Fischer Verlag Jena und Stuttgart, 8.–14. Aufl. 1919–1954.
- Der heutige Stand der Elektrokulturfrage. In: Beiträge zur Pflanzenzucht H. 9, 1927, S. 52–57.
- Röntgenstrahlenwirkung auf die Pflanze. In: Arbeiten zur Kenntnis der Geschichte der Medizin im Rheinland und in Westfalen H. 8, 1931, S. 54–61.
- Die Soja-Züchtungen des Botanischen Institutes der Landwirtschaftlichen Hochschule Bonn-Poppelsdorf (gemeinsam mit W. Riede). In: Zeitschrift für Pflanzenzüchtung Bd. 18, 1933, S. 341–356.
- Eduard Strasburger, der Begründer der modernen pflanzlichen Cytologie. Kriegsvorträge der Rheinischen Friedrich-Wilhelms-Universität Bonn H. 132, 1944.